# Regione di Southern Downs
La regione di Southern Downs è una Local Government Area che si trova nel Queensland. Essa si estende su una superficie di 7.119,9 chilometri quadrati e ha una popolazione di 33.883 abitanti. La sede del consiglio si trova a Warwick.